# Vincenc Janda
Vincenc Janda (25. března 1908, Trojanovice, Rakousko-Uhersko – 8. dubna 1982, Data de Posorja, Ekvádor) byl salesián-koadjutor, pedagog a misionář v Ekvádoru.

## Život
Vincenc Janda byl už v jedenácti letech sirotkem. Na gymnáziu v Hlučíně propadl z řečtiny a nestal se tak redemptoristou. Z tisku se dozvěděl o salesiánech a přihlásil se do třetí výpravy chlapců, kteří odjeli v září 1926 do italské Perosy Argentiny. Byl mezi těmi, kteří přijeli jako první salesiánská skupina na Moravu 28. září 1927. Noviciát absolvoval v jugoslávské Radně (dnes Slovinsko) v letech 1928 až 1929. První řeholní sliby tam složil 10. srpna 1929 a ve Slovinsku zůstal ještě rok. Poté přešel jako kuchař do nově otevřeného noviciátu ve slovenském Hronském Beňadiku.
Přihlásil se na misie a ve 23 letech odjel do města Cuenca v Ekvádoru, kam dorazil 19. listopadu 1931. Pracoval v ústředním misijním domě, byl budovatelem misijních domů, kaplí a kostelů. V misii v Mendez-Cuchanza byl díky jeho aktivitám a financím získaným v Československu vystavěn dřevěný kostelík zasvěcený sv. Václavovi. Ostatky českého světce získal od kardinála Josefa Berana. Kromě Cuenca působil Janda opakovaně na různých ekvádorských misijních stanicích: v Mantě, v Costě byl nákupčím komunity a pracoval i v největším ekvádorském městě Guayaquil, kde vyučoval na tamním salesiánském gymnáziu.
Dvakrát se mu podařilo podívat se zpět do Československa – poprvé v roce 1966 a znovu po roce 1968. Mohl se setkat s jednotlivými spolubratry, kteří ho znali z jeho dopisů a pro které byl legendou.
V roce 1982 jej poslali do Data de Posorja, kde se rodilo nové dílo. Zde také na Zelený čtvrtek 8. dubna 1982 utonul při koupání v moři. U příležitosti Jandova 100. výročí narození mu krajani z Trojanovic v kapli svatých Cyrila a Metoda na Radhošti odhalili pamětní desku.
| „               | Když se nad svým vlastním osudem zamyslím, žasnu, že právě mě tak nehodného Boží prozřetelnost poslala tak daleko od mé vlasti a mých drahých šířit na této zemi Boží království. | “ |
| — Vincenc Janda | |   |